# Eduardo Moscovis
Eduardo Moscovis (Rio de Janeiro, 8 giugno 1968) è un attore brasiliano.

## Biografia
Dopo aver debuttato artisticamente in teatro, si è rivolto anche alla televisione e al cinema. Ha lavorato in numerose telenovelas, quasi tutte di produzione Rede Globo.
Nel 1997 è stato nel cast di 4 giorni a settembre, pellicola candidata all'Oscar come miglior film straniero.
Nel 1998 ha affiancato Natasha Henstridge e Andrew McCarthy nella coproduzione USA-Brasile Bela Donna.
Nel 2000  ha vinto il Prêmio Extra per il ruolo svolto nella telenovela O Cravo e a Rosa.

## Vita privata
Si è sposato due volte e ha quattro figli: tre femmine e un maschio.

## Filmografia essenziale

### Cinema
- 4 giorni a settembre (1997)
- Bela Donna (1998)
- Doppio papà (2021)

### Televisione
- Pedra sobre Pedra (1992)
- Donne di sabbia (1993)
- As Pupilas do Senhor Reitor (1994)
- Por Amor (1997)
- O Cravo e a Rosa (2000)
- Desejos de Mulher (2002)
- Senhora do Destino (2004)
- Alma Gêmea (2005)
- A Regra do Jogo (2015)
- Buongiorno, Verônica (Bom Dia, Verônica) (2020)